# Welt (телеканал)
Welt (раніше N24) — приватний німецький телеканал, який базується в Берліні. Його програма складається з програм новин, документальних фільмів, інформаційно-розважальних програм, а також репортажів та інформаційних програм із фінансів та стилю життя. Індекси фондового ринку відображаються в режимі реального часу, а всі інші ціни відображаються із затримкою на 15 хвилин у вигляді прокручуваного тексту (тікера). «Welt» також був постачальником контенту для новин телевізійних каналів медіа-компанії «ProSiebenSat.1 Media».
До червня 2010 року телеканал належав до «ProSiebenSat.1 Media». З червня 2010 року належав до «N24 Media», a з грудня 2013 року через «WeltN24» телеканал належить до «Axel Springer SE».